# 香川県産業交流センター
香川県産業交流センター（かがわけんさんぎょうこうりゅうセンター）は、香川県高松市林町にあるコンベンションセンター。愛称はサンメッセ香川。穴吹エンタープライズが指定管理者となっている。

## 概要
1994年3月30日にオープン。旧高松空港跡地の香川インテリジェントパーク内にあり、本展示場はターミナルビルなどがあった場所である。
- 1階施設
  - 大展示場：最大4015平方メートルの床面積で天井高は12m。フロアを三分割しての利用も可能。
  - 小展示場：200インチのハイビジョン映像装置があり、床面積は1022平方メートル。
  - 屋外展示場（第1、第2の2箇所）
  - レストラン
- 2階施設
  - 会議室：最大400名収容のサンメッセホール（大会議室）、中会議室、小会議室、特別会議室の4部屋。
- 駐車場 - 敷地内700台、臨時1000台

## 開催された主なイベント
- ディズニー・オン・アイス高松公演
- ねんりんピック関連イベント
- モーニング娘。コンサート
- 亀田大毅・和毅ノンタイトル戦 - 2012年8月19日
- IBF世界スーパーフライ級王座決定戦 亀田大毅VSロドリゴ・ゲレロ - 2013年9月3日

IBFの世界戦として日本国内初開催試合（同時に香川県内で初開催の世界戦）。亀田が判定で勝利し、世界初の3兄弟同時世界王者を達成。
- 医師国家試験
- 将棋日本シリーズ（JTプロ公式戦・テーブルマークこども大会）四国大会会場

## 交通
- 路線バス

JR高松駅からことでんバス川島・西植田線（No.61・63・65。No.61・63は旧空港通り経由（復路はNo.62）、No.65はレインボー通り経由（復路はNo.64））でサンメッセ香川下車。
高松琴平電気鉄道琴平線伏石駅からことでんバス伏石駅・サンメッセ線でサンメッセ香川下車。なお、この路線は琴平線の電車と接続するダイヤを組み、運賃もIruCa使用の場合には電車との乗り継ぎ割引制度がある。
- 高速道路 - 高松自動車道高松中央ICより約2分